# دييغو هرنانديز خيمينيز
دييغو هرنانديز خيمينيز (بالإسبانية: Diego Hernández Jiménez)‏ هو لاعب كرة قدم مكسيكي، ولد في 13 أغسطس 1999، في غوادالاخارا في المكسيك. لعب مع نادي غوادالاخارا.

## روابط خارجية
- دييغو هرنانديز خيمينيز على موقع قاعدة بيانات كرة القدم.إي يو (الإنجليزية)
- دييغو هرنانديز خيمينيز على موقع Soccerway.com (الإنجليزية)